# Patrick Diemling

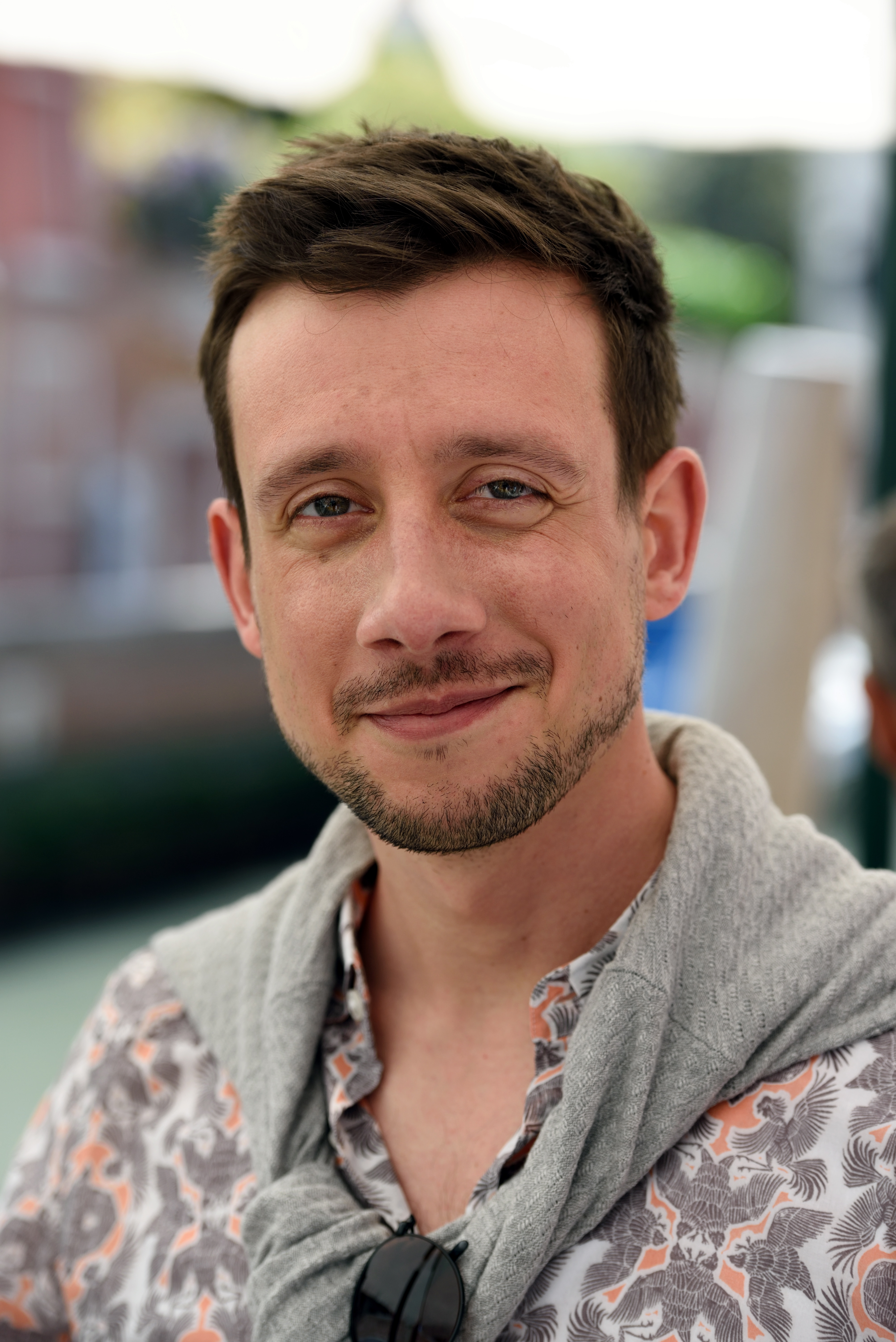
Patrick Diemling (2018)

Patrick Diemling (* 5. Januar 1983 in Berlin) ist ein deutscher Schauspieler. Er ist vor allem durch seine Rolle als „Raffi“, der Sohn von Donna Leons „Commissario Brunetti“ in den ARD-Verfilmungen der Bestseller-Krimis, bekannt. 2016 moderierte er im Kika die Sendung Die Klimaretter – Wer spart, gewinnt!.

## Leben
Neben der Schauspielerei studierte Patrick Diemling Religionswissenschaft und promovierte 2012 in diesem Fach. Außerdem gab er ein Buch zu den Berufsperspektiven von Religionswissenschaftlern und Absolventen anderer Kleiner Fächer heraus. Patrick Diemling ist Heilpraktiker für Psychotherapie und praktiziert in Berlin und online.
In einem Interview mit der Illustrierten Bunte sprach er im April 2015 über seine Homosexualität. Im Februar 2021 nahm er an der Initiative #actout im SZ-Magazin mit 185 anderen lesbischen, schwulen, bisexuellen, queeren, nicht-binären und trans* Schauspielern teil.

## Film und Fernsehen
- 1999: Mama ist unmöglich (Fernsehserie, Folge Mama haut auf die Pauke)
- 2000–2019: Donna Leon (Fernsehreihe)  → siehe Folgen
- 2000: Hallo, Onkel Doc! (Fernsehserie, Folge Liebespaare)
- 2001: Tatort: Bienzle und der Todesschrei (Fernsehreihe)
- 2003: Unser Charly (Fernsehserie, Folge Ein Fest für Max)
- 2009: So glücklich war ich noch nie
- 2009: Zahn um Zahn (Kurzfilm)
- 2010: The Astronaut On The Roof (Kurzfilm)
- 2011: Anonymus (Kinofilm)
- 2012: In aller Freundschaft (Fernsehserie, Folge Hinter der Fassade)
- 2014: Küstenwache (Fernsehserie, Folge Die letzte Prüfung)
- 2014: Bella Casa – Hier zieht keiner aus! (Fernsehreihe)
- 2014: Bella Amore – Widerstand zwecklos (Fernsehreihe)
- 2014: Geschichte Mitteldeutschlands – Das Magazin (Fernsehdokumentation, Folge Canaletto)
- 2015: Löwenzahn (Fernsehserie, Folge Elektromobilität)
- 2017: Familie Dr. Kleist (Fernsehserie, Folge Aus heiterem Himmel)
- 2018: Ein Fall für die Erdmännchen (Fernsehserie, Folge Die letzte Seite)
- 2022: Die Drei von der Müllabfuhr (Fernsehreihe, Folge Arbeit am Limit)
- 2022: Wow! Nachricht aus dem All (Kino)

## Moderation
- 2016: Die Klimaretter – Wer spart, gewinnt! (KiKA)